# Yevgueni Shájov
Yevgueni Shájov (Dnipropetrovsk, 30 de noviembre de 1990) es un exfutbolista ucraniano que jugaba de centrocampista. Desde julio de 2025 es entrenador asistente del F. C. Metalist 1925 Járkiv.

## Selección nacional
Fue internacional con la selección de Ucrania en siete ocasiones anotando un gol.

## Clubes
| Club                        | País       | Año       | Partidos | Goles |
| --------------------------- | ---------- | --------- | -------- | ----- |
| F. C. Dnipro Dnipropetrovsk | Ucrania    | 2008-2010 | 15       | 1     |
| Arsenal Kiev (cedido)       | Ucrania    | 2010      | 3        | 1     |
| F. C. Dnipro Dnipropetrovsk | Ucrania    | 2011-2012 | 42       | 4     |
| Arsenal Kiev (cedido)       | Ucrania    | 2012-2013 | 14       | 0     |
| F. C. Dnipro Dnipropetrovsk | Ucrania    | 2013-2016 | 62       | 13    |
| PAOK Salónica F. C.         | Grecia     | 2016-2019 | 118      | 20    |
| U. S. Lecce                 | Italia     | 2019-2020 | 24       | 1     |
| AEK F. C.                   | Grecia     | 2020-2022 | 61       | 4     |
| F. C. Zorya Lugansk         | Ucrania    | 2022-2023 | 17       | 4     |
| F. C. Tobol                 | Kazajistán | 2023-2024 | 29       | 1     |

## Palmarés

### Títulos nacionales
| Título                  | Club                | País       | Año  |
| ----------------------- | ------------------- | ---------- | ---- |
| Copa de Grecia          | PAOK Salónica F. C. | Grecia     | 2017 |
| Copa de Grecia          | PAOK Salónica F. C. | Grecia     | 2018 |
| Superliga de Grecia     | PAOK Salónica F. C. | Grecia     | 2019 |
| Copa de Grecia          | PAOK Salónica F. C. | Grecia     | 2019 |
| Copa de Kazajistán      | F. C. Tobol         | Kazajistán | 2023 |
| Supercopa de Kazajistán | F. C. Tobol         | Kazajistán | 2024 |